# Transports dans le Val-de-Marne
Les transports dans le département français du Val-de-Marne sont caractérisés par la forte densité des infrastructures de transport et le trafic soutenu qu'elles supportent. Comme dans le reste de la petite couronne parisienne, les transports en commun organisés par Île-de-France Mobilités (RER, métro...) sont fortement polarisés vers Paris. Le Val-de-Marne est une importante porte d'entrée de l'agglomération parisienne, notamment pour les flux arrivant du sud-est par voie terrestre (autoroute A6 et LGV Sud-Est) et pour ceux transitant par l'aéroport de Paris-Orly ou le port de Bonneuil-sur-Marne.

## Transport routier

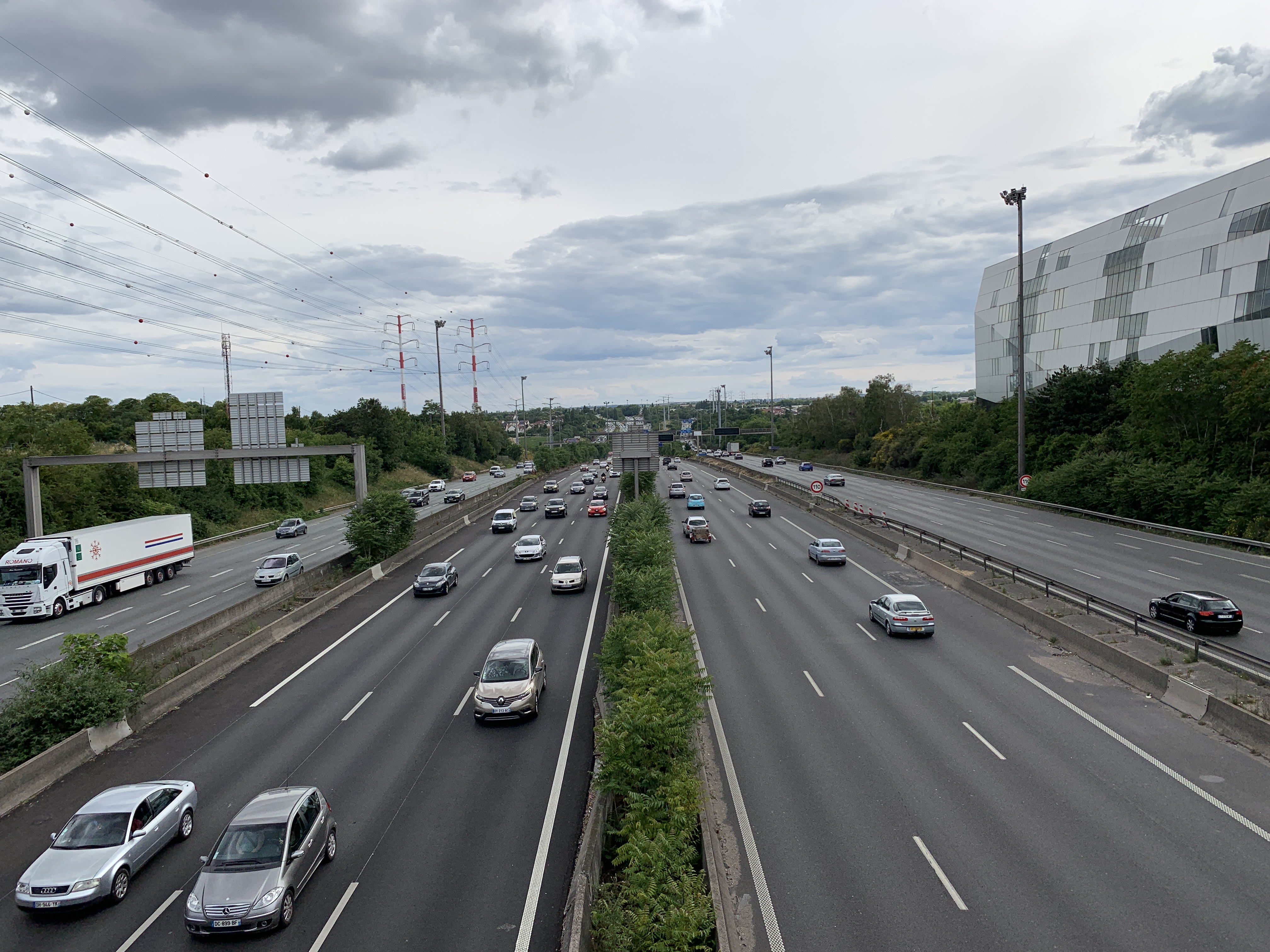
L'ensemble à 4x3 voies formé par les autoroutes A6A et A6B, à hauteur de Fresnes.

### Infrastructures routières
Le Val-de-Marne, département presque entièrement urbanisé à l'exception de son extrémité sud-est, comporte un réseau routier dense, en grande partie constitué de rues et avenues de taille variée en agglomération, et de quelques autoroutes et voies rapides permettant un trafic plus rapide quand elles ne sont pas embouteillées.
Les trois axes majeurs du département sont les autoroutes A6a-A6b et A4, qui relient respectivement Paris au sud et à l'est du territoire français, et l'autoroute A86 qui fait le tour de la petite couronne en passant notamment par la préfecture Créteil. Les autoroutes A6a et A6b sont jumelées sur l’essentiel de leur traversée du département, formant un ensemble à 4x3 voies unique en France, tandis que le tronc commun des autoroutes A4 et A86 entre Saint-Maurice et Nogent-sur-Marne constitue l'une des sections les plus chargées du réseau autoroutier et le principal point noir de la circulation routière en Île-de-France.
Les anciennes routes nationales construites pour relier Paris au sud et à l'est de la France sont aujourd'hui devenues pour la plupart de larges boulevards urbains, qui constituent les axes principaux de villes comme Champigny-sur-Marne (route nationale 4 devenue avenue Roger Salengro, avenue Jean Jaurès, rue Louis Talamoni et avenue Marx Dormoy) ou Vitry-sur-Seine (route nationale 305 devenue boulevard de Stalingrad, avenue Maximilien Robespierre, avenue Youri Gagarine et avenue Rouget de l'Isle).

### Covoiturage et autopartage
Comme dans les autres départements de la région, Île-de-France Mobilités subventionne les trajets en covoiturage courte distance en offrant la gratuité aux détenteurs de forfaits Navigo annuel ou mensuel ou Imagine'R, auprès des opérateurs de covoiturage partenaires.

## Transport ferroviaire et transports en commun

### Historique

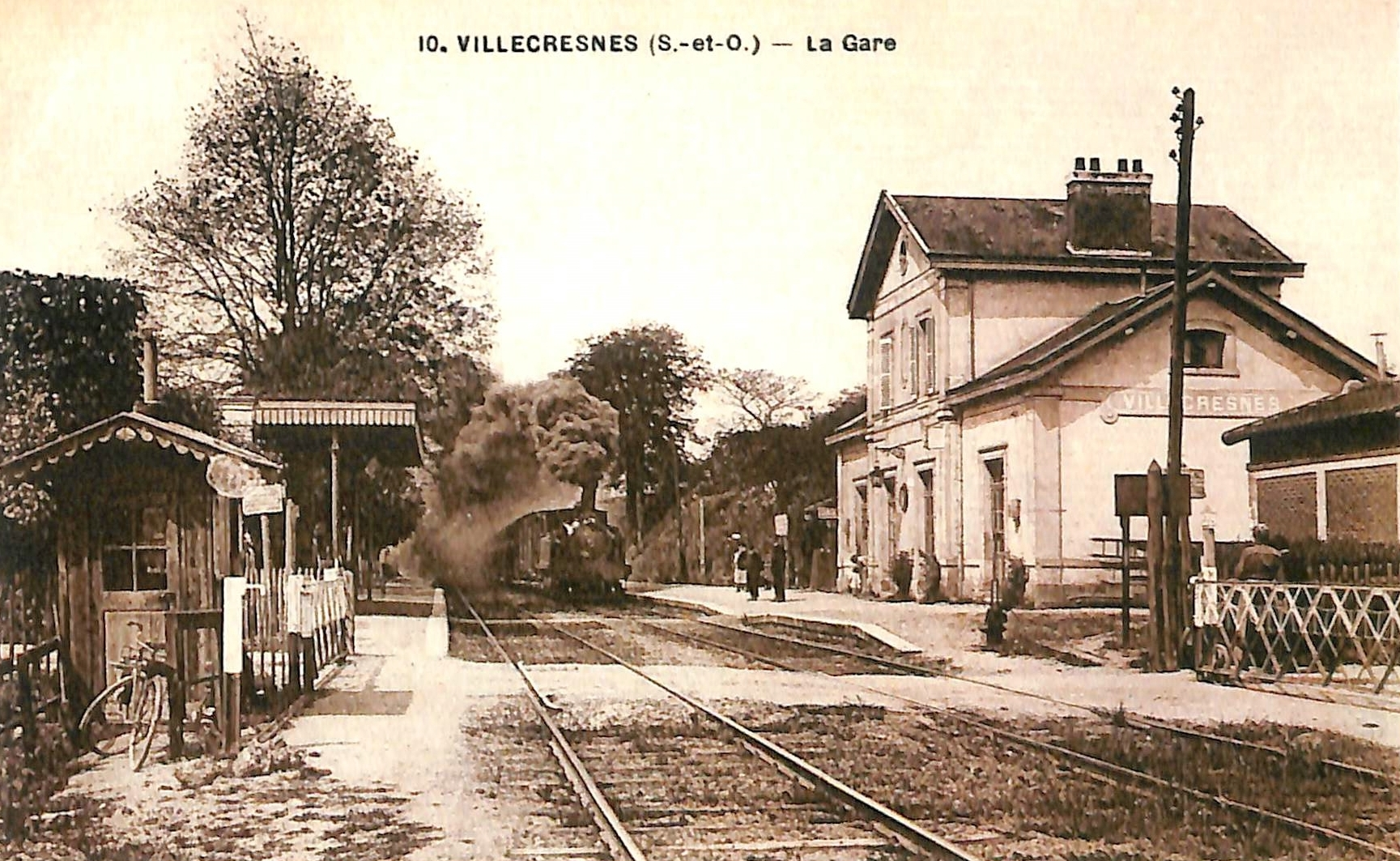
Un train entre en gare de Villecresnes, sur la ligne de Vincennes, au début du XXe siècle.

La première ligne de chemin de fer ouverte dans l'actuel département du Val-de-Marne (alors partie des départements de la Seine et de Seine-et-Oise) est la ligne de Paris (actuelle gare d'Austerlitz) à Corbeil en 1840, prolongée jusqu'à Orléans en 1843. En 1849 débute l'exploitation de la ligne de Paris (actuelle gare de Lyon) à Melun et Tonnerre, embryon de la ligne impériale vers Lyon et Marseille. Malgré l'existence de quelques gares dans la périphérie parisienne, ces deux lignes sont dans un premier temps principalement destinées à des trajets de longue distance.
En revanche, la ligne de Sceaux ouverte à partir de 1846 et la ligne de Vincennes ouverte en 1859 sont dédiées dès leur ouverture à la desserte de la banlieue parisienne, en plein développement ; elles accueillent rapidement un dense trafic périurbain, et seront le lieu d'expérimentations techniques et organisationnelles de la part des compagnies qui les exploitent.
La Compagnie du chemin de fer de Paris à Orléans (PO), la Compagnie des chemins de fer de Paris à Lyon et à la Méditerranée (PLM) et la Compagnie des chemins de fer de l'Est ((Est) se partagent le réseau d'intérêt général de l'actuel département du Val-de-Marne. L'ouverture à partir de 1879 de la Grande ceinture, qui sera en partie doublée en 1886 au sud par la Grande ceinture stratégique et à partir de 1928 à l'est par la Grande ceinture complémentaire, permet de réaliser la jonction entre les réseaux des compagnies.
Le développement des trafics à la fois de banlieue et de longue distance pousse les compagnies à améliorer la capacité et les performances de leurs infrastructures : la section de ligne de Paris-Gare de Lyon à Villeneuve-Saint-Georges est l'une des premières mises à quatre voies en France dès les années 1880, et en 1904, celle de Paris-Orléans (auj. Paris-Austerlitz) à Brétigny, également mise à quatre voies, est l'une des premières électrifiées, d'abord par troisième rail. Cette dernière sera en 1927 la première à bénéficier d'une ré-électrification par caténaire 1500 V continu après la décision ministérielle du 29 août 1920. En 1950, l'électrification des anciens réseaux du PO et du PLM (intégrés dans la nouvelle SNCF) est achevée dans la proche banlieue, mais il faudra attendre les années 1960 et 1970 pour que l'ancien réseau de l'Est soit à son tour électrifié.
Dans le même temps, la ligne de Sceaux puis la ligne de Vincennes connaissent une petite révolution : vétustes, elles sont tour à tour rétrocédées, à la Compagnie du chemin de fer métropolitain de Paris en 1937 pour la première et à son successeur la RATP en 1969 pour la seconde, modernisées et finalement intégrées dans les nouvelles lignes A et B du réseau express régional d'Île-de-France (RER). Trois autres lignes de RER sont créées dans les années 1980 et 1990 et reprennent la desserte de la totalité des gares du département, cette fois sous exploitation SNCF.

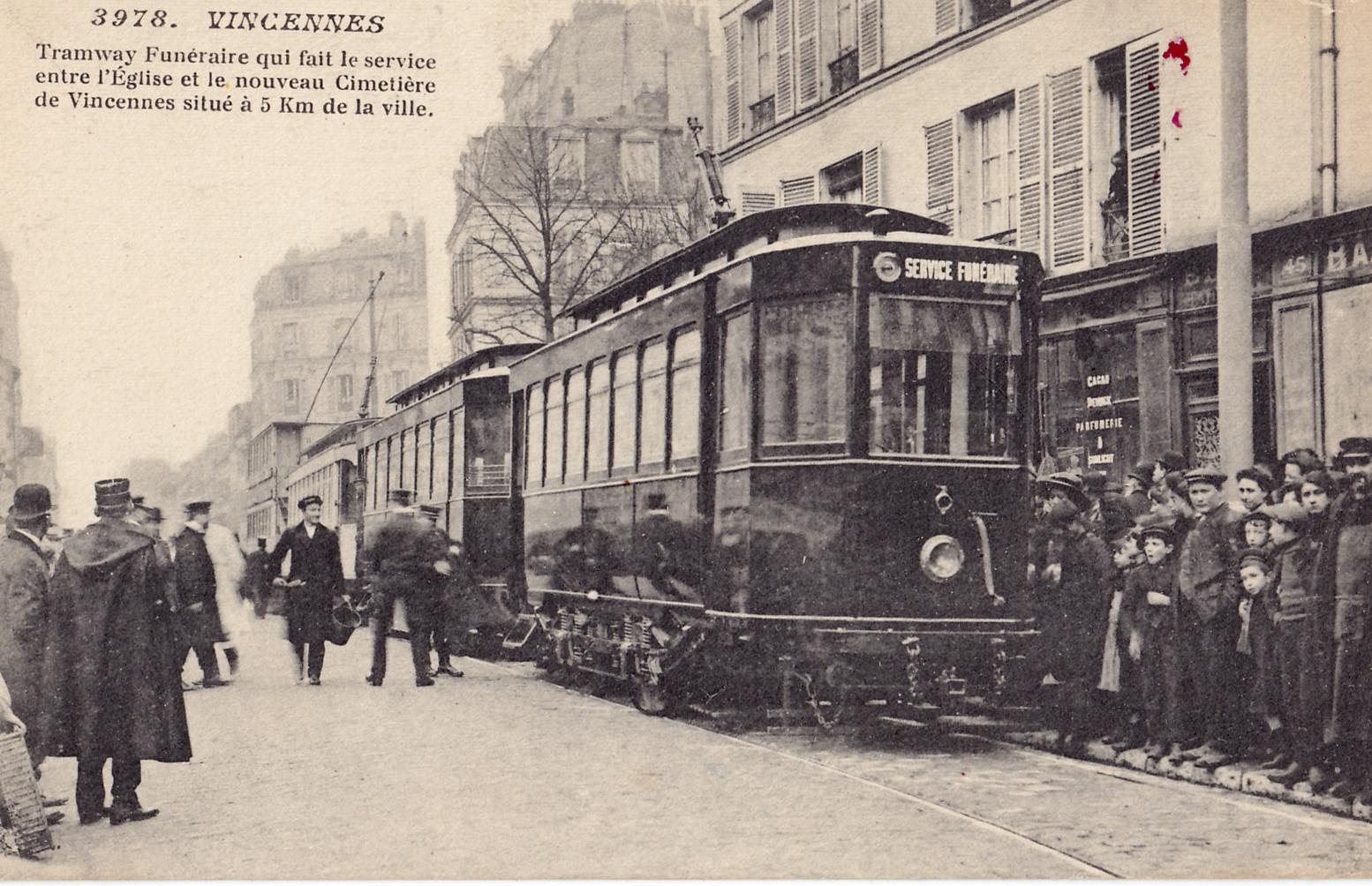
Tramway électrique des Chemins de fer nogentais assurant un service funéraire à Vincennes, au début du XXe siècle.

L'actuel Val-de-Marne a également été desservi par des modes plus légers. Le tramway hippomobile et à vapeur apparaît dans les années 1870 : l'ancien tramway d'Île-de-France est électrifié au tournant du siècle et poursuit son développement jusqu'aux années 1920, avant de disparaître dans la décennie suivante. C'est que le tramway est concurrencé par un nouveau mode de transport, jugé plus moderne : en 1934, le métro de Paris pénètre dans l'actuel Val-de-Marne en desservant trois nouvelles stations à Saint-Mandé et Vincennes sur la ligne 1. D'autres prolongements de ligne permettront aux communes les plus proches de Paris d'être desservies par le métro au cours du XXe siècle. En 1973, Créteil est la première préfecture d'un département de petite couronne atteinte par le métro, et la station Pointe du Lac de la même ligne 8 est depuis 2011 la station du métro de Paris la plus éloignée de la capitale, à plus de 8 km du périphérique à vol d'oiseau. Le Val-de-Marne sera en revanche le dernier département de petite couronne à accueillir le nouveau tramway d'Île-de-France, en 2013.
|                                |
| Le réseau ferroviaire en 1930. |

|                                     |
| Le réseau ferroviaire de nos jours. |

|                                                    |
| Carte animée de l’évolution du réseau ferroviaire. |

|                                                                     |
| Carte animée de l'évolution des réseaux urbains (tramway et métro). |

### Situation actuelle
Île-de-France Mobilités est, comme dans le reste de la région Île-de-France, autorité organisatrice de la mobilité sur la totalité du territoire départemental.

#### Transport ferroviaire de longue distance
Le Val-de-Marne n'est pas desservi par des trains Grandes lignes ou TER des régions voisines, à l'exception de Ouigo Train Classique qui dessert Villeneuve-Saint-Georges depuis 2022. Pour accéder aux trains longue distance, les Val-de-Marnais doivent donc se rabattre sur les gares parisiennes ou la gare de Massy-TGV, située dans l'Essonne.

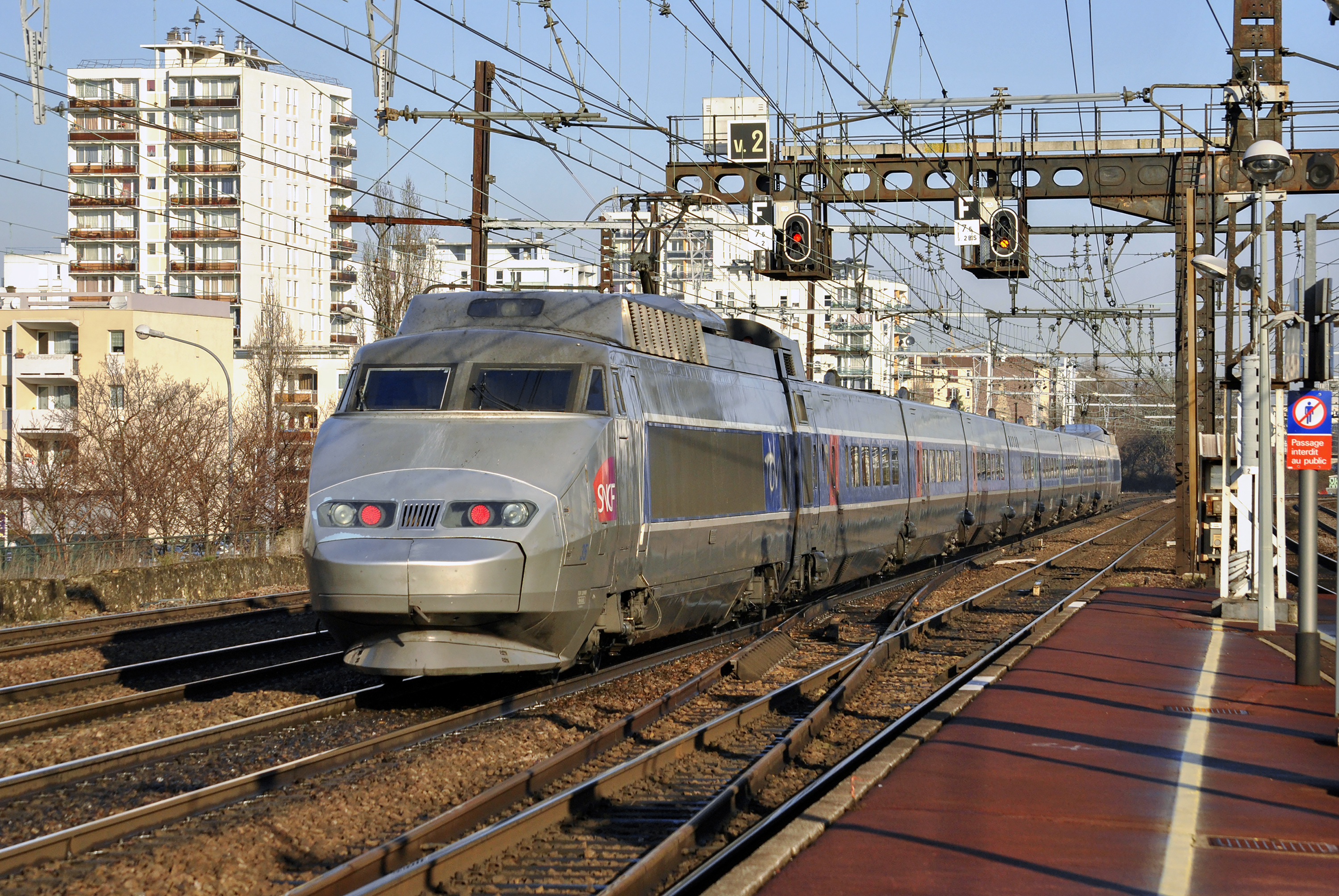
Une rame TGV PSE traverse sans arrêt la gare de Maisons-Alfort - Alfortville.

En revanche, de nombreux trains de longue distance traversent le Val-de-Marne sans s'y arrêter : 
- les trains à grande vitesse (TGV inOui, Ouigo, TGV Lyria et Frecciarossa) reliant Paris-Gare de Lyon au sud-est, à la Suisse, à l'Italie et à l'Espagne,
- les trains à grande vitesse (TGV inOui et Ouigo) reliant la façade atlantique au nord, à l'est et au sud-est,
- les trains Intercités, Ouigo Train Classique, TER Bourgogne-Franche-Comté et TER Centre-Val de Loire reliant Paris-Gare de Lyon et Paris-Bercy aux régions Bourgogne-Franche-Comté et Auvergne-Rhône-Alpes,
- les trains Intercités, Ouigo Train Classique et TER Centre-Val de Loire reliant Paris-Austerlitz au Centre-Val-de-Loire et au sud-ouest,
- les trains Intercités de nuit reliant Paris-Austerlitz au sud de la France,
- les trains TER Grand Est reliant Paris-Est à Troyes, et au-delà au sud de Grand Est et au nord de Bourgogne-Franche-Comté.

#### RER

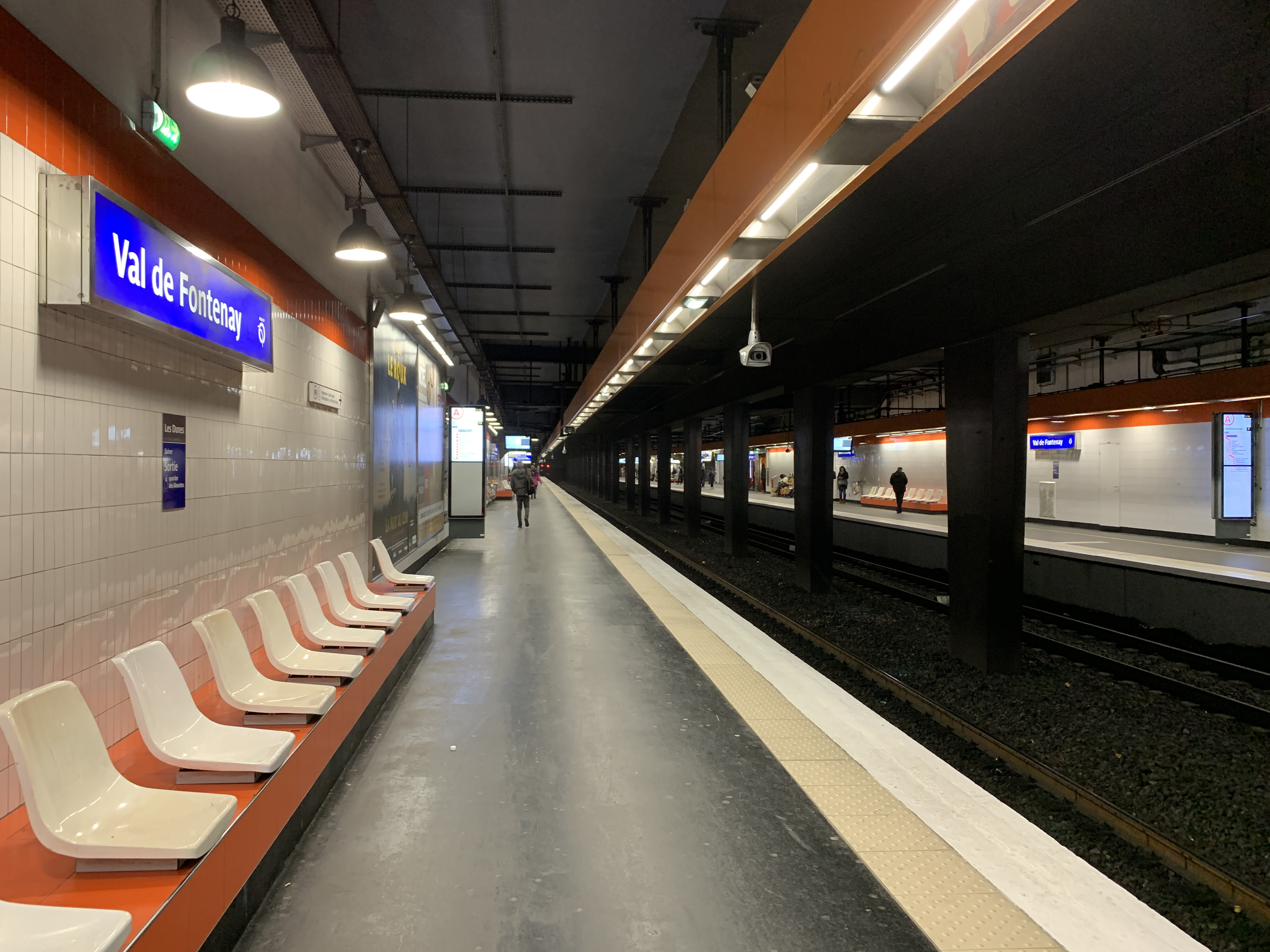
La gare souterraine RATP du Val de Fontenay (RER A), en correspondance avec une gare SNCF (RER E) du même nom.

La totalité du réseau de banlieue de la SNCF desservant le Val-de-Marne est labellisé RER ; le département n'est donc pas desservi par de « simples » Transiliens (mais les lignes P et R traversent le département sans s'y arrêter).
Le Val-de-Marne est desservi par les cinq lignes du Réseau express régional d'Île-de-France (RER) :
- la ligne A du RER (tronc commun et branches paires), qui dessert du nord-ouest au sud-est les gares RATP suivantes :
  - tronc commun : Vincennes ;
  - branche A2 : Fontenay-sous-Bois, Nogent-sur-Marne, Joinville-le-Pont, Saint-Maur - Créteil, Le Parc de Saint-Maur, Champigny, La Varenne - Chennevières, Sucy - Bonneuil et Boissy-Saint-Léger ;
  - branche A4 : Val de Fontenay, Neuilly-Plaisance et Bry-sur-Marne (ces deux dernières étant à la limite de la Seine-Saint-Denis) ;
- le tronc commun de la ligne B du RER, qui dessert du nord au sud les gares RATP suivantes : Gentilly, Laplace, Arcueil - Cachan et Bagneux (cette dernière à la limite des Hauts-de-Seine) ;
- la ligne C du RER (tronc commun et branches paires), qui dessert du nord au sud les gares SNCF suivantes :
  - tronc commun : Ivry-sur-Seine, Vitry-sur-Seine, Les Ardoines et Choisy-le-Roi ;
  - branche C2 : Les Saules, Orly-Ville, Pont de Rungis - Aéroport d'Orly et Rungis - La Fraternelle (ces deux dernières étant à la limite de l'Essonne) ;
  - tronc commun des branches C4, C6 et C8: Villeneuve-le-Roi et Ablon ;
- le tronc commun de la ligne D du RER, qui dessert du nord au sud les gares SNCF suivantes : Maisons-Alfort - Alfortville, Le Vert de Maisons, Créteil-Pompadour, Villeneuve-Triage et Villeneuve-Saint-Georges ;
- la branche E4 de la ligne E du RER, qui dessert du nord-ouest au sud-est les gares SNCF suivantes : Val de Fontenay, Nogent - Le Perreux, Les Boullereaux-Champigny et Villiers-sur-Marne - Le Plessis-Trévise.

Les principales gares SNCF de voyageurs sont celles de Villeneuve-Saint-Georges, Val de Fontenay, Maisons-Alfort - Alfortville et Choisy-le-Roi, avec une fréquentation entre 13 et 18 millions de voyageurs en 2019, ce qui les place entre la 22e et la 37e place nationale. Les gares RATP les plus fréquentées sont, quant à elles, celles de Val de Fontenay et Vincennes avec respectivement 14 et 8 millions de voyageurs en 2019 (selon une méthodologie différente).

#### Métro

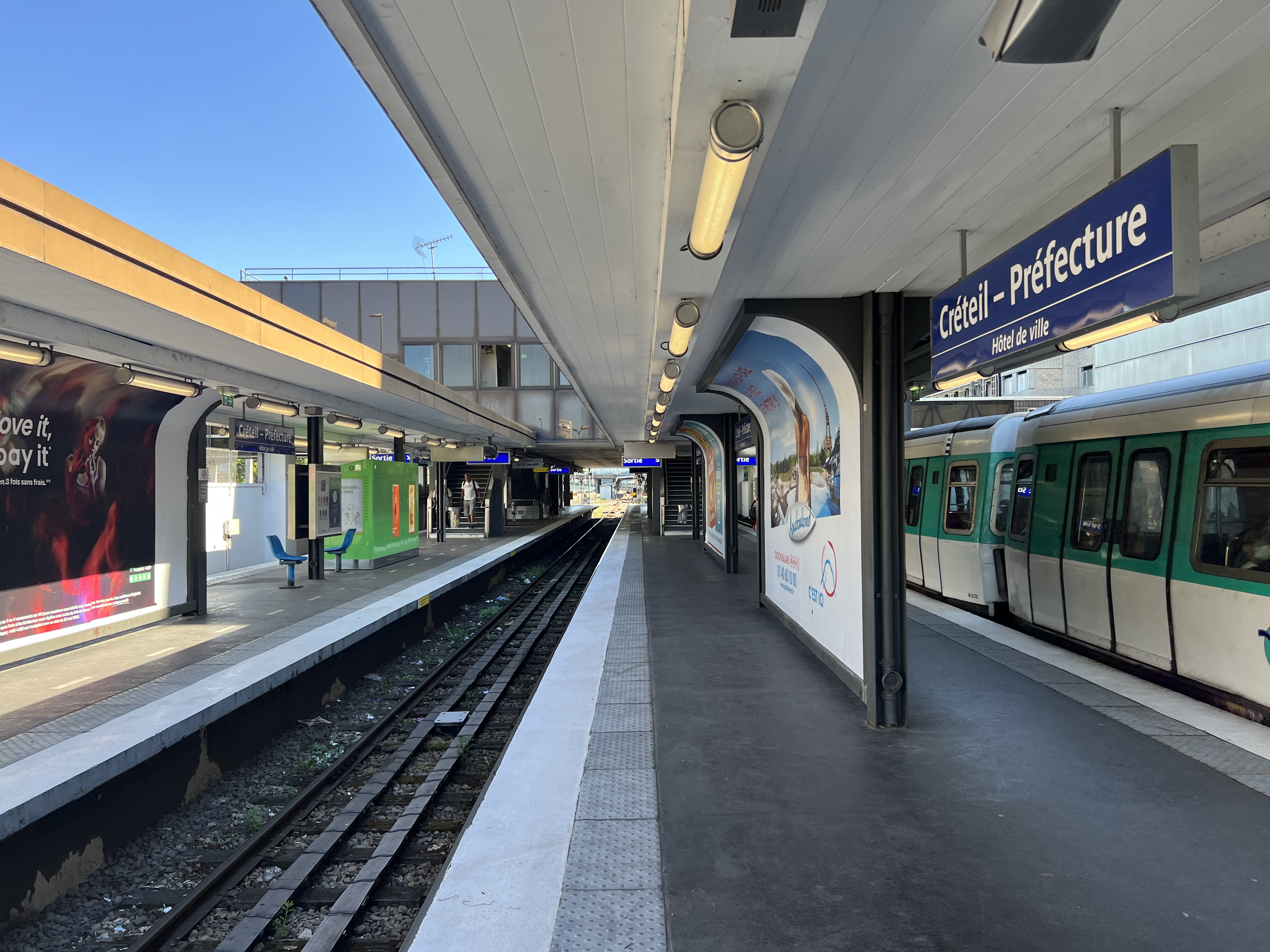
La station Créteil - Préfecture de la ligne 8 du métro.

Le Val-de-Marne est parcourue  par :
- la ligne 1 du métro, qui dessert trois stations dans les communes de Saint-Mandé et Vincennes ;
- la ligne 7 du métro, qui dessert six stations dans les communes d'Ivry-sur-Seine, Le Kremlin-Bicêtre et Villejuif ;
- la ligne 8 du métro, qui dessert neuf stations dans les communes de Charenton-le-Pont, Maisons-Alfort et Créteil.
- la ligne 14 du métro, qui dessert cinq stations dans les communes du Kremlin-Bicêtre, de Gentilly, de Villejuif, de Chevilly-Larue, de L'Haÿ-les-Roses, de Thiais, de Rungis et d'Orly.

Une nouvelle ligne 15 du métro doit être créée dans le cadre du Grand Paris Express et desservir dix stations dans les communes de Bry-sur-Marne, Villiers-sur-Marne, Champigny-sur-Marne, Saint-Maur-des-Fossés, Créteil, Maisons-Alfort, Alfortville, Vitry-sur-Seine, Villejuif, Arcueil et Cachan.

#### Tramway
Le Val-de-Marne est parcouru  par :
- la ligne 7 du tramway, qui dessert les communes de Villejuif, Vitry-sur-Seine, Chevilly-Larue, Thiais, Rungis et Orly ;
- la ligne 9 du tramway, qui dessert les communes d'Ivry-sur-Seine, Vitry-sur-Seine, Choisy-le-Roi, Thiais et Orly.

Un prolongement de la ligne 1 du tramway jusqu'à Val de Fontenay est par ailleurs projetée.

#### Autobus
Le département est principalement desservi par le réseau de bus RATP.
Le Trans-Val-de-Marne ou Tvm, première ligne de bus à haut niveau de service créée en Île-de-France, est la ligne de bus la plus fréquentée d'Europe.

## Transport fluvial
La Seine et la Marne sont navigables à grand gabarit dans le département (classe V CEMT, en aval du port de Bonneuil-sur-Marne pour la Marne). 
Le port de Bonneuil-sur-Marne est une des principales implantations de l'ancien port autonome de Paris, intégré en 2021 dans le grand port fluviomaritime de l'axe Seine.

## Transport aérien

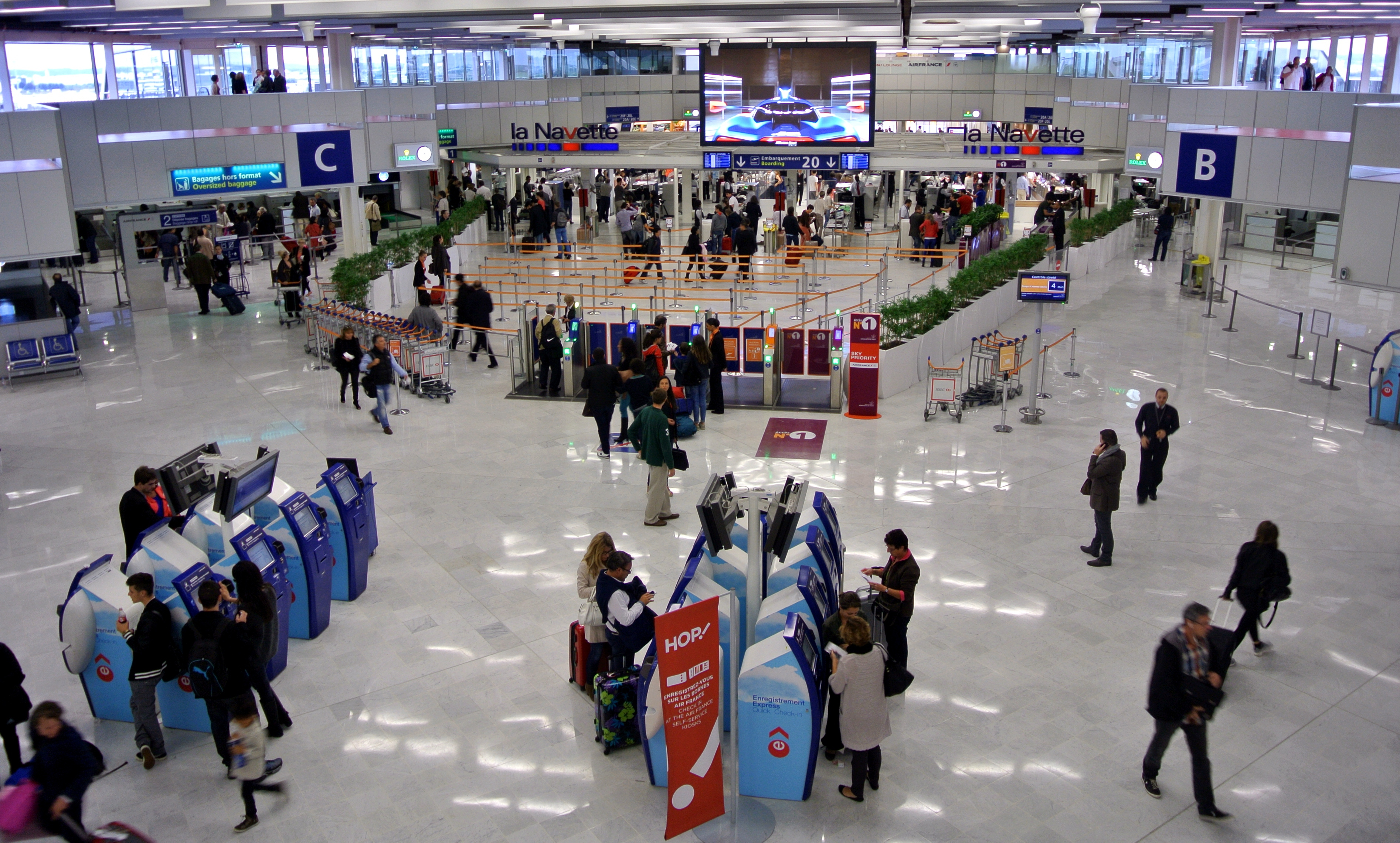
Le terminal Ouest de l'aéroport de Paris-Orly.

L'aéroport de Paris-Orly, deuxième de France par la fréquentation, est implanté à la limite des départements du Val-de-Marne et de l'Essonne. D'importantes infrastructures de transport terrestre ont été créées spécifiquement pour desservir l'aéroport : l'autoroute A106 et Orlyval. L'aéroport est également desservi par la ligne 7 du tramway d'Île-de-France et le sera, à terme, par les lignes 14 et 18 du Grand Paris Express.

## Modes actifs
Le département est traversé par plusieurs voies vertes, véloroutes et sentiers de grande randonnée.
Le Val-de-Marne est concerné par les lignes V1 (Le Mesnil-Aubry / Arpajon), V4 (Cergy-Pontoise / Marne-la-Vallée Chessy), V5 (Poissy / Pontault-Combault), V6 (Cergy-Pontoise / Tournan-en-Brie/Verneuil-l'Étang), V7 (Mantes-la-Jolie / Saint-Fargeau-Ponthierry/Melun) et V20 (Grande ceinture) du projet de RER Vélo, réseau de pistes cyclables de moyenne distance à travers la région Île-de-France.